# Teymur Mammadov
Teymur Məmmədov –também escrito como Teymur Mammadov– (Baku, 11 de janeiro de 1993) é um desportista azerbaijão que competiu em boxe.
Participou em dois Jogos Olímpicos de Verão, obtendo uma medalha de bronze em Londres 2012, no peso pesado, e o quinto lugar em Rio de Janeiro 2016, no peso semi-pesado.
Ganhou duas medalhas no Campeonato Mundial de Boxe Amador, prata em 2011 e bronze em 2013, e duas medalhas no Campeonato Europeu de Boxe Amador, ouro em 2011 e 2013. Nos Jogos Europeus de Baku de 2015 obteve uma medalha de ouro no peso semi-pesado.

## Palmarés internacional
| Jogos Olímpicos    | Jogos Olímpicos | Jogos Olímpicos   | Jogos Olímpicos |
| Ano                | Lugar           | Medalha           | Categoria       |
| ------------------ | --------------- | ----------------- | --------------- |
| 2012               | Londres         | Medalha de bronze | 91 kg           |
| Campeonato Mundial |                 |                   |                 |
| Ano                | Lugar           | Medalha           | Categoria       |
| 2011               | Baku            | Medalha de prata  | 91 kg           |
| 2013               | Almaty          | Medalha de bronze | 91 kg           |
| Jogos Europeus     |                 |                   |                 |
| Ano                | Lugar           | Medalha           | Categoria       |
| 2015               | Baku            | Medalha de ouro   | 81 kg           |
| Campeonato Europeu |                 |                   |                 |
| Ano                | Lugar           | Medalha           | Categoria       |
| 2011               | Ancara          | Medalha de ouro   | 91 kg           |
| 2013               | Minsk           | Medalha de prata  | 91 kg           |